# 阎少泉
阎少泉（1966年—），女，山西省祁县人，汉族，太原重型机械集团有限公司技术中心成绩优异高级工程师，山西省妇联兼职副主席，第十二届、第十三届全国人民代表大会山西地区代表，毕业于太原重型机械学院。
阎少泉1983年7月进入太原重型机械学院起重运输机械专业就读，1987年7月获工学学士。大学毕业后，她入职太原重型机械厂研究所，任技术员。1988年7月，她升为助理工程师。1994年7月，她升任太原重型机械厂设计研究院工程师。1999年12月，她再次升职，担任太原重型机械集团有限公司技术中心高级工程师。期间，她于2002年9月至2007年7月太原理工大学机械工程专业攻读研究生，获硕士学位。2015年3月，她升为太原重型机械集团有限公司技术中心成绩优异高级工程师。
2013年，阎少泉被选为全国人大代表。2016年2月起，阎少泉出任山西省妇联兼职副主席。
阎少泉2017年荣获全国三八红旗手称号。2018年2月24日，当选为第十三届全国人大代表。